# Yannick Carrasco
Pour les articles homonymes, voir Carrasco.
Yannick Carrasco, de son nom complet Yannick Ferreira Carrasco, né le 4 septembre 1993 à Ixelles (Bruxelles) en Belgique, est un footballeur international belge qui joue comme ailier gauche à Al-Shabab FC, dont il est actuellement le capitaine. Il possède également les nationalités espagnole et portugaise. Il est le premier belge à marquer en finale de la Ligue des champions.

## Biographie
Né à Ixelles d'un père portugais et d'une mère espagnole, il est formé au KRC Genk. En 2010, il signe à l'AS Monaco, à l'âge de 16 ans.

### En club

#### AS Monaco (2012-2015)
Il est lancé dans le bain professionnel lors de la première journée de la saison 2012-2013 en Ligue 2 contre Tours. C'est lors de ce match qu'il fête également son premier but, marqué sur coup franc, et il profite d'un autre coup franc pour délivrer une passe décisive pour Andrea Raggi.
Lors de la saison 2012-2013, Yannick Carrasco marque huit buts et délivre huit passes décisives en 31 matchs toutes compétitions confondues. Il est nommé meilleur espoir de la par Eurosport.
Lors de la saison suivante en Ligue 1, il commence la saison dans la peau d'un titulaire malgré les nombreuses arrivées durant l'été et marque quelques buts, notamment un doublé contre le FC Sochaux. Mais il perd sa place lors de l'explosion de James Rodríguez et du passage à un nouveau système sans ailier mis en place par Claudio Ranieri. Il ne joue presque plus de match, et des rumeurs de départ s'amplifient.
Lors de l'été 2014, un nouveau coach arrive en la personne de Leonardo Jardim, qui veut le conserver. Il prolonge son contrat début août malgré l'insistance de la Roma pour le faire venir. Il découvre alors la Ligue des champions lors de la saison 2014-2015 avec l'AS Monaco. Durant cette saison, les systèmes en place comportent deux ailiers. Leonardo Jardim fait tourner entre YFC, Nabil Dirar, Lucas Ocampos, Bernardo Silva, Valère Germain, Anthony Martial. Mais il gagne peu à peu sa place, avec notamment une grosse performance face au SC Bastia, avec deux passes décisives et un but lors de la victoire 3-1 de son club.
C'est aussi durant cette saison qu'il reçoit sa première convocation avec la Belgique.

#### Atlético de Madrid (2015-2018)

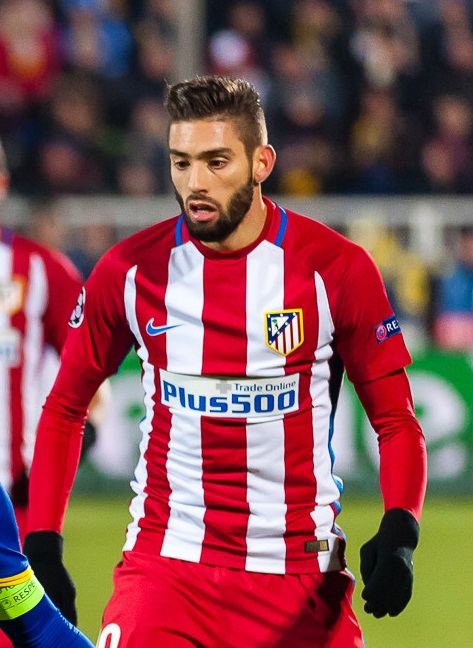
Yannick Carrasco sous le maillot de l'Atlético en 2016.

Le 10 juillet 2015, le club monégasque annonce le transfert de Yannick Carrasco à l'Atlético de Madrid pour un montant de 20 millions d'euros bonus non inclus.
Il faut attendre le 18 octobre, lors de la 8e journée de Liga pour voir le Belge inscrire son premier but contre la Real Sociedad (0-2). La journée suivante, il récidive en inscrivant le but vainqueur face au Valence CF (2-1). Dès lors, il devient un titulaire inamovible sur l'aile gauche de la formation de Diego Simeone et apporte sa vitesse et sa technique dans une équipe qui joue le titre en Espagne. Lors du dernier choc de la phase aller et le déplacement au Celta Vigo, surprenant 5e, Yannick Carrasco inscrit le but du break et permet aux siens d'être provisoirement Champions d'Hiver en attendant le match en retard du FC Barcelone (0-2).
En finale de la Ligue des champions de l'UEFA 2015-2016, il inscrit un but qui permet à son club d'égaliser dans le temps réglementaire et devient le premier belge buteur lors d'une finale de Ligue des champions.

#### Dalian Yifang (2018-2020)
En délicatesse avec certains cadres de l'équipe madrilène, il est cédé au club chinois Dalian Professional pour la somme de 30 millions d'euros en janvier 2018. Pour son premier match avec Dalian, il subit une large défaite, 8-0, par le Shanghai SIPG mais, lors de la saison 2019, il inscrit 17 buts et délivre 8 passes décisives en 26 rencontres. En janvier 2020, âgé de 26 ans, prêté avec option d'achat par le Dalian Yifang, il retrouve l'Atlético avec la mission de booster le secteur offensif de l'équipe.

#### Retour à l'Atlético de Madrid
Carrasco retourne de manière définitive dans l'effectif du club madrilène à l'aube de la saison 2020-2021. Il y signe un contrat jusqu'en 2024.

#### Départ pour l'Arabie saoudite
Le 4 septembre 2023, Carrasco signe un contrat de trois saisons jusqu'en juin 2027 avec le club saoudien Al-Shabab pour un montant estimé de 15 millions d'euros et un salaire annuel de 13 millions d'euros,.

### En sélections nationales
Né en Belgique d'une mère belgo-espagnole et d'un père portugais, Yannick Carrasco opte pour la nationalité sportive belge. Il fête sa première cape avec les Diables Rouges le 28 mars 2015 en remplaçant Marouane Fellaini à la 69e minute lors d'une victoire 5-0 contre Chypre durant les éliminatoires de l'Euro 2016.

#### Euro 2016
Il est sélectionné pour l'Euro 2016 et marque le dernier but belge en huitième de finale lors de la victoire 4-0 contre la Hongrie. La Belgique est éliminée lors du quart de finale contre le Pays de Galles (3-1).

#### Coupe du monde 2018
Il participe également à la Coupe du monde 2018, les Belges sont vaincus par l'équipe de France en demi-finale (1-0) mais terminent à la troisième place grâce à leur victoire sur l'Angleterre (2-0).

#### Euro 2020
Carrasco est à nouveau convoqué par Roberto Martinez pour disputer l'Euro 2020 où les Belges atteignent les quarts de finale, s'inclinant contre l'Italie (1-2), futur vainqueur de l'édition.

#### Coupe du monde 2022
Le 10 novembre 2022, il est sélectionné par Roberto Martínez pour participer à la Coupe du monde 2022.

#### Euro 2024
Le 28 mai 2024, il est retenu parmi les 25 joueurs belges convoqués par Domenico Tedesco pour participer à l'Euro 2024. 

## Statistiques

### En club
| Saison                | Club                      | Championnat           | Championnat | Championnat | Championnat | Coupe nationale | Coupe nationale | Coupe nationale | Coupe de la Ligue | Coupe de la Ligue | Coupe de la Ligue | Supercoupe | Supercoupe | Supercoupe | Compétition(s) continentale(s) | Compétition(s) continentale(s) | Compétition(s) continentale(s) | Compétition(s) continentale(s) | Total | Total | Total |
| Saison                | Club                      | Division              | M.          | B.          | P.d.        | M.              | B.              | P.d.            | M.                | B.                | P.d.              | M.         | B.         | P.d.       | Comp.                          | M.                             | B.                             | P.d.                           | M.    | B.    | P.d.  |
| 2012-2013             | AS Monaco                 | Ligue 2               | 27          | 6           | 6           | 2               | 0               | 0               | 2                 | 2                 | 1                 | -          | -          | -          | -                              | -                              | -                              | -                              | 31    | 8     | 7     |
| 2013-2014             | AS Monaco                 | Ligue 1               | 18          | 3           | 3           | 4               | 1               | 0               | -                 | -                 | -                 | -          | -          | -          | -                              | -                              | -                              | -                              | 22    | 4     | 3     |
| 2014-2015             | AS Monaco                 | Ligue 1               | 36          | 6           | 10          | 4               | 0               | 2               | 2                 | 1                 | 1                 | -          | -          | -          | C1                             | 10                             | 1                              | 1                              | 52    | 8     | 14    |
| Sous-total            | Sous-total                | Sous-total            | 81          | 15          | 19          | 10              | 1               | 2               | 4                 | 3                 | 2                 | -          | -          | -          | -                              | 10                             | 1                              | 1                              | 105   | 20    | 24    |
| 2015-2016             | Atlético de Madrid        | Liga                  | 29          | 4           | 1           | 5               | 0               | 2               | -                 | -                 | -                 | -          | -          | -          | C1                             | 9                              | 1                              | 2                              | 43    | 5     | 5     |
| 2016-2017             | Atlético de Madrid        | Liga                  | 35          | 10          | 4           | 6               | 2               | 1               | -                 | -                 | -                 | -          | -          | -          | C1                             | 12                             | 2                              | 0                              | 53    | 14    | 5     |
| 2017-2018             | Atlético de Madrid        | Liga                  | 17          | 3           | 4           | 5               | 1               | 2               | -                 | -                 | -                 | -          | -          | -          | C1+C3                          | 5+1                            | 0+0                            | 0+1                            | 28    | 4     | 7     |
| Sous-total            | Sous-total                | Sous-total            | 81          | 17          | 9           | 16              | 3               | 5               | -                 | -                 | -                 | -          | -          | -          | -                              | 27                             | 3                              | 3                              | 124   | 23    | 17    |
| 2018                  | Dalian Yifang             | CSL                   | 25          | 7           | 9           | 1               | 0               | 0               | -                 | -                 | -                 | -          | -          | -          | -                              | -                              | -                              | -                              | 26    | 7     | 9     |
| 2019                  | Dalian Yifang             | CSL                   | 25          | 17          | 8           | 1               | 0               | 0               | -                 | -                 | -                 | -          | -          | -          | -                              | -                              | -                              | -                              | 26    | 17    | 8     |
| Sous-total            | Sous-total                | Sous-total            | 50          | 24          | 17          | 2               | 0               | 0               | -                 | -                 | -                 | -          | -          | -          | -                              | -                              | -                              | -                              | 52    | 24    | 17    |
| 2019-2020             | Atlético de Madrid (prêt) | Liga                  | 15          | 1           | 4           | -               | -               | -               | -                 | -                 | -                 | -          | -          | -          | C1                             | 1                              | 0                              | 0                              | 16    | 1     | 4     |
| 2020-2021             | Atlético de Madrid        | Liga                  | 30          | 6           | 10          | -               | -               | -               | -                 | -                 | -                 | -          | -          | -          | C1                             | 5                              | 1                              | 1                              | 35    | 7     | 11    |
| 2021-2022             | Atlético de Madrid        | Liga                  | 34          | 6           | 6           | 2               | 0               | 1               | -                 | -                 | -                 | 1          | 0          | 0          | C1                             | 7                              | 0                              | 0                              | 44    | 6     | 7     |
| 2022-2023             | Atlético de Madrid        | Liga                  | 35          | 7           | 3           | 3               | 2               | 0               | -                 | -                 | -                 | -          | -          | -          | C1                             | 6                              | 1                              | 2                              | 44    | 10    | 5     |
| 2023-2024             | Atlético de Madrid        | Liga                  | 3           | 0           | 1           | -               | -               | -               | -                 | -                 | -                 | -          | -          | -          | C1                             | -                              | -                              | -                              | 3     | 0     | 1     |
| Sous-total            | Sous-total                | Sous-total            | 117         | 20          | 24          | 5               | 2               | 1               | -                 | -                 | -                 | 1          | 0          | 0          | -                              | 19                             | 2                              | 3                              | 142   | 24    | 28    |
| 2023-2024             | Al-Shabab FC              | Saudi Pro League      | 24          | 7           | 6           | 3               | 4               | 1               | -                 | -                 | -                 | -          | -          | -          | -                              | -                              | -                              | -                              | 27    | 11    | 7     |
| 2024-2025             | Al-Shabab FC              | Saudi Pro League      | 16          | 2           | 4           | 2               | 0               | 1               | -                 | -                 | -                 | -          | -          | -          | -                              | -                              | -                              | -                              | 18    | 2     | 5     |
| Sous-total            | Sous-total                | Sous-total            | 40          | 9           | 10          | 5               | 4               | 2               | -                 | -                 | -                 | -          | -          | -          | -                              | -                              | -                              | -                              | 45    | 13    | 12    |
| Total sur la carrière | Total sur la carrière     | Total sur la carrière | 369         | 85          | 79          | 38              | 10              | 10              | 4                 | 3                 | 2                 | 1          | 0          | 0          | -                              | 56                             | 6                              | 7                              | 468   | 104   | 98    |

### En sélections nationales
| Saison                | Sélection             | Phases finales         | Phases finales | Phases finales | Phases finales | Éliminatoires CDM | Éliminatoires CDM | Éliminatoires CDM | Éliminatoires EURO | Éliminatoires EURO | Éliminatoires EURO | Ligue des Nations | Ligue des Nations | Ligue des Nations | Matchs amicaux | Matchs amicaux | Matchs amicaux | Total | Total | Total |
| Saison                | Sélection             | Compétition            | M              | B              | Pd             | M                 | B                 | Pd                | M                  | B                  | Pd                 | M                 | B                 | Pd                | M              | B              | Pd             | M     | B     | Pd    |
| --------------------- | --------------------- | ---------------------- | -------------- | -------------- | -------------- | ----------------- | ----------------- | ----------------- | ------------------ | ------------------ | ------------------ | ----------------- | ----------------- | ----------------- | -------------- | -------------- | -------------- | ----- | ----- | ----- |
| 2014-2015             | Belgique              | -                      | -              | -              | -              | -                 | -                 | -                 | 2                  | 0                  | 0                  | -                 | -                 | -                 | 1              | 0              | 0              | 3     | 0     | 0     |
| 2015-2016             | Belgique              | Euro 2016              | 5              | 1              | 0              | -                 | -                 | -                 | -                  | -                  | -                  | -                 | -                 | -                 | 1              | 0              | 1              | 6     | 1     | 1     |
| 2016-2017             | Belgique              | -                      | -              | -              | -              | 6                 | 2                 | 1                 | -                  | -                  | -                  | -                 | -                 | -                 | 4              | 1              | 0              | 10    | 3     | 1     |
| 2017-2018             | Belgique              | Coupe du monde 2018    | 4              | 0              | 0              | 3                 | 1                 | 1                 | -                  | -                  | -                  | -                 | -                 | -                 | 4              | 0              | 1              | 11    | 1     | 2     |
| 2018-2019             | Belgique              | -                      | -              | -              | -              | -                 | -                 | -                 | 2                  | 0                  | 0                  | 2                 | 0                 | 0                 | 2              | 0              | 1              | 6     | 0     | 1     |
| 2019-2020             | Belgique              | -                      | -              | -              | -              | -                 | -                 | -                 | 5                  | 1                  | 4                  | -                 | -                 | -                 | -              | -              | -              | 5     | 1     | 4     |
| 2020-2021             | Belgique              | Euro 2020              | 3              | 0              | 0              | -                 | -                 | -                 | -                  | -                  | -                  | 3                 | 0                 | 0                 | 2              | 0              | 1              | 8     | 0     | 1     |
| 2021-2022             | Belgique              | Ligue des nations 2021 | 2              | 1              | 0              | 3                 | 1                 | 2                 | -                  | -                  | -                  | 3                 | 0                 | 1                 | -              | -              | -              | 8     | 2     | 3     |
| 2022-2023             | Belgique              | Coupe du monde 2022    | 2              | 0              | 0              | -                 | -                 | -                 | 3                  | 0                  | 1                  | 2                 | 0                 | 0                 | 2              | 1              | 1              | 9     | 1     | 2     |
| 2023-2024             | Belgique              | Euro 2024              | 4              | 0              | 0              | -                 | -                 | -                 | 5                  | 1                  | 2                  | -                 | -                 | -                 | 3              | 1              | 0              | 12    | 2     | 2     |
| Total sur la carrière | Total sur la carrière | Total sur la carrière  | 20             | 2              | 0              | 12                | 4                 | 4                 | 17                 | 2                  | 7                  | 10                | 0                 | 1                 | 19             | 3              | 5              | 78    | 11    | 17    |

### Matchs internationaux
| Matchs internationaux de Yannick Carrasco, | Matchs internationaux de Yannick Carrasco, | Matchs internationaux de Yannick Carrasco,              | Matchs internationaux de Yannick Carrasco, | Matchs internationaux de Yannick Carrasco, | Matchs internationaux de Yannick Carrasco, | Matchs internationaux de Yannick Carrasco, | Matchs internationaux de Yannick Carrasco,                                 |
| #                                          | Date                                       | Lieu                                                    | Adversaire                                 | Résultat                                   | Compétition                                | Club                                       | Notes                                                                      |
| ------------------------------------------ | ------------------------------------------ | ------------------------------------------------------- | ------------------------------------------ | ------------------------------------------ | ------------------------------------------ | ------------------------------------------ | -------------------------------------------------------------------------- |
| 1                                          | 28 mars 2015                               | Stade Roi Baudouin, Bruxelles, Belgique                 | Chypre                                     | V 5 - 0                                    | Éliminatoires de l'Euro 2016               | AS Monaco                                  | Entre en jeu à la place de Marouane Fellaini à la 69e minute de jeu.       |
| 2                                          | 7 juin 2015                                | Stade de France, Saint-Denis, France                    | France                                     | V 4 - 3                                    | Match amical                               | AS Monaco                                  | Entre en jeu à la place de Dries Mertens à la 59e minute de jeu.           |
| 3                                          | 12 juin 2015                               | Cardiff City Stadium, Cardiff, Pays de Galles           | Pays de Galles                             | D 0 - 1                                    | Éliminatoires de l'Euro 2016               | AS Monaco                                  | Entre en jeu à la place de Toby Alderweireld à la 77e minute de jeu.       |
| 4                                          | 13 novembre 2015                           | Stade Roi Baudouin, Bruxelles, Belgique                 | Italie                                     | V 3 - 1                                    | Match amical                               | Atlético de Madrid                         | Titulaire, remplacé par Kevin Mirallas à la 87e minute de jeu.             |
| 5                                          | 13 juin 2016                               | Parc Olympique lyonnais, Décines-Charpieu, France       | Italie                                     | D 0 - 2                                    | Euro 2016                                  | Atlético de Madrid                         | Entre en jeu à la place de Laurent Ciman à la 76e minute de jeu.           |
| 6                                          | 18 juin 2016                               | Matmut Atlantique, Bordeaux, France                     | République d'Irlande                       | V 3 - 0                                    | Euro 2016                                  | Atlético de Madrid                         | Titulaire, remplacé par Dries Mertens à la 64e minute de jeu.              |
| 7                                          | 22 juin 2016                               | Allianz Riviera, Nice, France                           | Suède                                      | V 1 - 0                                    | Euro 2016                                  | Atlético de Madrid                         | Titulaire, remplacé par Dries Mertens à la 71e minute de jeu.              |
| 8                                          | 26 juin 2016                               | Stadium de Toulouse, Toulouse, France                   | Hongrie                                    | V 4 - 0                                    | Euro 2016                                  | Atlético de Madrid                         | Buteur, entre en jeu à la place de Dries Mertens à la 70e minute de jeu.   |
| 9                                          | 1er juillet 2016                           | Stade Pierre-Mauroy, Villeneuve-d'Ascq, France          | Pays de Galles                             | D 1 - 3                                    | Euro 2016                                  | Atlético de Madrid                         | Titulaire, remplacé par Marouane Fellaini à la 46e minute de jeu.          |
| 10                                         | 1er septembre 2016                         | Stade Roi Baudouin, Bruxelles, Belgique                 | Espagne                                    | D 0 - 2                                    | Match amical                               | Atlético de Madrid                         | Titulaire, remplacé par Kevin Mirallas à la 77e minute de jeu.             |
| 11                                         | 6 septembre 2016                           | Stade GSP, Nicosie, Chypre                              | Chypre                                     | V 3 - 0                                    | Éliminatoires de la Coupe du monde 2018    | Atlético de Madrid                         | Titulaire et buteur.                                                       |
| 12                                         | 7 octobre 2016                             | Stade Roi Baudouin, Bruxelles, Belgique                 | Bosnie-Herzégovine                         | V 4 - 0                                    | Éliminatoires de la Coupe du monde 2018    | Atlético de Madrid                         | Titulaire.                                                                 |
| 13                                         | 10 octobre 2016                            | Stade de l'Algarve, Faro, Portugal                      | Gibraltar                                  | V 6 - 0                                    | Éliminatoires de la Coupe du monde 2018    | Atlético de Madrid                         | Titulaire, remplacé par Nacer Chadli à la 53e minute de jeu.               |
| 14                                         | 9 novembre 2016                            | Amsterdam Arena, Amsterdam, Pays-Bas                    | Pays-Bas                                   | N 1 - 1                                    | Match amical                               | Atlético de Madrid                         | Titulaire et buteur, écope d'un carton jaune à la 60e minute de jeu.       |
| 15                                         | 13 novembre 2016                           | Stade Roi Baudouin, Bruxelles, Belgique                 | Estonie                                    | V 8 - 1                                    | Éliminatoires de la Coupe du monde 2018    | Atlético de Madrid                         | Titulaire et buteur.                                                       |
| 16                                         | 25 mars 2017                               | Stade Roi Baudouin, Bruxelles, Belgique                 | Grèce                                      | N 1 - 1                                    | Éliminatoires de la Coupe du monde 2018    | Atlético de Madrid                         | Titulaire.                                                                 |
| 17                                         | 28 mars 2017                               | Stade olympique Ficht, Sotchi, Russie                   | Russie                                     | N 3 - 3                                    | Match amical                               | Atlético de Madrid                         | Entre en jeu à la place de Nacer Chadli à la 77e minute de jeu.            |
| 18                                         | 5 juin 2017                                | Stade Roi Baudouin, Bruxelles, Belgique                 | Tchéquie                                   | V 2 - 1                                    | Match amical                               | Atlético de Madrid                         | Titulaire, remplacé par Thorgan Hazard à la 88e minute de jeu.             |
| 19                                         | 9 juin 2017                                | A. Le Coq Arena, Tallinn, Estonie                       | Estonie                                    | V 2 - 0                                    | Éliminatoires de la Coupe du monde 2018    | Atlético de Madrid                         | Titulaire.                                                                 |
| 20                                         | 31 août 2017                               | Stade Maurice-Dufrasne, Liège, Belgique                 | Gibraltar                                  | V 9 - 0                                    | Éliminatoires de la Coupe du monde 2018    | Atlético de Madrid                         | Titulaire.                                                                 |
| 21                                         | 3 septembre 2017                           | Stade Karaïskakis, Le Pirée, Grèce                      | Grèce                                      | V 2 - 1                                    | Éliminatoires de la Coupe du monde 2018    | Atlético de Madrid                         | Titulaire, remplacé par Nacer Chadli à la 79e minute de jeu.               |
| 22                                         | 7 octobre 2017                             | Stade Grbavica, Sarajevo, Bosnie-Herzégovine            | Bosnie-Herzégovine                         | V 4 - 3                                    | Éliminatoires de la Coupe du monde 2018    | Atlético de Madrid                         | Titulaire et buteur, remplacé par Nacer Chadli à la 86e minute de jeu.     |
| 23                                         | 27 mars 2018                               | Stade Roi Baudouin, Bruxelles, Belgique                 | Arabie saoudite                            | V 4 - 0                                    | Match amical                               | Dalian Yifang                              | Titulaire, remplacé par Anthony Limbombe à la 46e minute de jeu.           |
| 24                                         | 2 juin 2018                                | Stade Roi Baudouin, Bruxelles, Belgique                 | Portugal                                   | N 0 - 0                                    | Match amical                               | Dalian Yifang                              | Titulaire, remplacé par Nacer Chadli à la 46e minute de jeu.               |
| 25                                         | 6 juin 2018                                | Stade Roi Baudouin, Bruxelles, Belgique                 | Égypte                                     | V 3 - 0                                    | Match amical                               | Dalian Yifang                              | Titulaire.                                                                 |
| 26                                         | 11 juin 2018                               | Stade Roi Baudouin, Bruxelles, Belgique                 | Costa Rica                                 | V 4 - 1                                    | Match amical                               | Dalian Yifang                              | Titulaire.                                                                 |
| 27                                         | 18 juin 2018                               | Stade olympique Ficht, Sotchi, Russie                   | Panama                                     | V 3 - 0                                    | Coupe du monde 2018                        | Dalian Yifang                              | Titulaire, remplacé par Mousa Dembélé à la 74e minute de jeu.              |
| 28                                         | 23 juin 2018                               | Otkrytie Arena, Moscou, Russie                          | Tunisie                                    | V 5 - 2                                    | Coupe du monde 2018                        | Dalian Yifang                              | Titulaire.                                                                 |
| 29                                         | 2 juillet 2018                             | Rostov Arena, Rostov-sur-le-Don, Russie                 | Japon                                      | V 3 - 2                                    | Coupe du monde 2018                        | Dalian Yifang                              | Titulaire, remplacé par Nacer Chadli à la 65e minute de jeu.               |
| 30                                         | 10 juillet 2018                            | Zenit Arena, Saint-Pétersbourg, Russie                  | France                                     | D 0 - 1                                    | Coupe du monde 2018                        | Dalian Yifang                              | Entre en jeu à la place de Marouane Fellaini à la 80e minute de jeu.       |
| 31                                         | 7 septembre 2018                           | Hampden Park, Glasgow, Écosse                           | Écosse                                     | V 4 - 0                                    | Match amical                               | Dalian Yifang                              | Entre en jeu à la place de Dries Mertens à la 46e minute de jeu.           |
| 32                                         | 11 septembre 2018                          | Laugardalsvöllur, Reykjavik, Islande                    | Islande                                    | V 3 - 0                                    | Ligue des nations 2018-2019                | Dalian Yifang                              | Titulaire, remplacé par Nacer Chadli à la 70e minute de jeu.               |
| 33                                         | 12 octobre 2018                            | Stade Roi Baudouin, Bruxelles, Belgique                 | Suisse                                     | V 2 - 1                                    | Ligue des nations 2018-2019                | Dalian Yifang                              | Titulaire, remplacé par Nacer Chadli à la 76e minute de jeu.               |
| 34                                         | 16 octobre 2018                            | Stade Roi Baudouin, Bruxelles, Belgique                 | Pays-Bas                                   | N 1 - 1                                    | Match amical                               | Dalian Yifang                              | Entre en jeu à la place de Youri Tielemans à la 83e minute de jeu.         |
| 35                                         | 24 mars 2019                               | Stade GSP, Nicosie, Chypre                              | Chypre                                     | V 2 - 0                                    | Éliminatoires de l'Euro 2020               | Dalian Yifang                              | Entre en jeu à la place de Thorgan Hazard à la 68e minute de jeu.          |
| 36                                         | 11 juin 2019                               | Stade Roi Baudouin, Bruxelles, Belgique                 | Écosse                                     | V 3 - 0                                    | Éliminatoires de l'Euro 2020               | Dalian Yifang                              | Entre en jeu à la place de Thorgan Hazard à la 90e minute de jeu.          |
| 37                                         | 6 septembre 2019                           | Stadio Olimpico, Serravalle, Saint-Marin                | Saint-Marin                                | V 4 - 0                                    | Éliminatoires de l'Euro 2020               | Dalian Yifang                              | Titulaire.                                                                 |
| 38                                         | 9 septembre 2019                           | Hampden Park, Glasgow, Écosse                           | Écosse                                     | V 4 - 0                                    | Éliminatoires de l'Euro 2020               | Dalian Yifang                              | Entre en jeu à la place de Nacer Chadli à la 77e minute de jeu.            |
| 39                                         | 10 octobre 2019                            | Stade Roi Baudouin, Bruxelles, Belgique                 | Saint-Marin                                | V 9 - 0                                    | Éliminatoires de l'Euro 2020               | Dalian Yifang                              | Entre en jeu à la place de Eden Hazard à la 63e minute de jeu.             |
| 40                                         | 13 octobre 2019                            | Astana Arena, Noursoultan, Kazakhstan                   | Kazakhstan                                 | V 2 - 0                                    | Éliminatoires de l'Euro 2020               | Dalian Yifang                              | Entre en jeu à la place de Dries Mertens à la 78e minute de jeu.           |
| 41                                         | 19 novembre 2019                           | Stade Roi Baudouin, Bruxelles, Belgique                 | Chypre                                     | V 6 - 1                                    | Éliminatoires de l'Euro 2020               | Dalian Yifang                              | Titulaire et buteur.                                                       |
| 42                                         | 5 septembre 2020                           | Parken Stadium, Copenhague, Danemark                    | Danemark                                   | V 2 - 0                                    | Ligue des nations 2020-2021                | Atlético de Madrid                         | Titulaire, remplacé par Dennis Praet à la 57e minute de jeu.               |
| 43                                         | 11 octobre 2020                            | Stade de Wembley, Londres, Angleterre                   | Angleterre                                 | D 1 - 2                                    | Ligue des nations 2020-2021                | Atlético de Madrid                         | Titulaire, remplacé par Jérémy Doku à la 83e minute de jeu.                |
| 44                                         | 14 octobre 2020                            | Laugardalsvöllur, Reykjavik, Islande                    | Islande                                    | V 2 - 1                                    | Ligue des nations 2020-2021                | Atlético de Madrid                         | Titulaire.                                                                 |
| 45                                         | 3 juin 2021                                | Stade Roi Baudouin, Bruxelles, Belgique                 | Grèce                                      | N 1 - 1                                    | Match amical                               | Atlético de Madrid                         | Titulaire, remplacé par Leandro Trossard à la 74e minute de jeu.           |
| 46                                         | 6 juin 2021                                | Stade Roi Baudouin, Bruxelles, Belgique                 | Croatie                                    | V 1 - 0                                    | Match amical                               | Atlético de Madrid                         | Titulaire, remplacé par Jérémy Doku à la 81e minute de jeu.                |
| 47                                         | 12 juin 2021                               | Gazprom Arena, Saint-Pétersbourg, Russie                | Russie                                     | V 3 - 0                                    | Euro 2020                                  | Atlético de Madrid                         | Titulaire, remplacé par Dennis Praet à la 77e minute de jeu.               |
| 48                                         | 17 juin 2021                               | Parken Stadium, Copenhague, Danemark                    | Danemark                                   | V 2 - 1                                    | Euro 2020                                  | Atlético de Madrid                         | Titulaire, remplacé par Eden Hazard à la 59e minute de jeu.                |
| 49                                         | 27 juin 2021                               | Stade La Cartuja, Séville, Espagne                      | Portugal                                   | V 1 - 0                                    | Euro 2020                                  | Atlético de Madrid                         | Entre en jeu à la place d'Eden Hazard à la 87e minute de jeu.              |
| 50                                         | 2 septembre 2021                           | A. Le Coq Arena, Tallinn, Estonie                       | Estonie                                    | V 5 - 2                                    | Éliminatoires de la Coupe du monde 2022    | Atlético de Madrid                         | Titulaire, remplacé par Dodi Lukebakio à la 83e minute de jeu.             |
| 51                                         | 5 septembre 2021                           | Stade Roi Baudouin, Bruxelles, Belgique                 | Tchéquie                                   | V 3 - 0                                    | Éliminatoires de la Coupe du monde 2022    | Atlético de Madrid                         | Titulaire, remplacé par Alexis Saelemaekers à la 57e minute de jeu.        |
| 52                                         | 7 octobre 2021                             | Juventus Stadium, Turin, Italie                         | France                                     | D 2 - 3                                    | Ligue des nations 2020-2021                | Atlético de Madrid                         | Titulaire et buteur.                                                       |
| 53                                         | 10 octobre 2021                            | Juventus Stadium, Turin, Italie                         | Italie                                     | D 1 - 2                                    | Ligue des nations 2020-2021                | Atlético de Madrid                         | Titulaire, remplacé par Leandro Trossard à la 87e minute de jeu.           |
| 54                                         | 13 novembre 2021                           | Stade Roi Baudouin, Bruxelles, Belgique                 | Estonie                                    | V 3 - 1                                    | Éliminatoires de la Coupe du monde 2022    | Atlético de Madrid                         | Titulaire et buteur, remplacé par Dries Mertens à la 71e minute de jeu.    |
| 55                                         | 3 juin 2022                                | Stade Roi Baudouin, Bruxelles, Belgique                 | Pays-Bas                                   | D 1 - 4                                    | Ligue des nations 2022-2023                | Atlético de Madrid                         | Entre en jeu à la place de Thomas Meunier à la 67e minute de jeu.          |
| 56                                         | 8 juin 2022                                | Stade Roi Baudouin, Bruxelles, Belgique                 | Pologne                                    | V 6 - 1                                    | Ligue des nations 2022-2023                | Atlético de Madrid                         | Titulaire.                                                                 |
| 57                                         | 11 juin 2022                               | Cardiff City Stadium, Cardiff, Pays de Galles           | Pays de Galles                             | N 1 - 1                                    | Ligue des nations 2022-2023                | Atlético de Madrid                         | Titulaire, remplacé par Thorgan Hazard à la 61e minute de jeu.             |
| 58                                         | 22 septembre 2022                          | Stade Roi Baudouin, Bruxelles, Belgique                 | Pays de Galles                             | V 2 - 1                                    | Ligue des nations 2022-2023                | Atlético de Madrid                         | Titulaire, remplacé par Dries Mertens à la 65e minute de jeu.              |
| 59                                         | 25 septembre 2022                          | Johan Cruyff Arena, Amsterdam, Pays-Bas                 | Pays-Bas                                   | D 0 - 1                                    | Ligue des nations 2022-2023                | Atlético de Madrid                         | Entre en jeu à la place de Thomas Meunier à la 46e minute de jeu.          |
| 60                                         | 18 novembre 2022                           | Stade international Jaber Al-Ahmad (en), Koweït, Koweït | Égypte                                     | D 1 - 2                                    | Match amical                               | Atlético de Madrid                         | Titulaire.                                                                 |
| 61                                         | 23 novembre 2022                           | Stade Ahmed-ben-Ali, Al Rayyan, Qatar                   | Canada                                     | V 1 - 0                                    | Coupe du monde 2022                        | Atlético de Madrid                         | Titulaire, remplacé par Thomas Meunier à la 46e minute de jeu.             |
| 62                                         | 1er décembre 2022                          | Stade Ahmed-ben-Ali, Al Rayyan, Qatar                   | Croatie                                    | N 0 - 0                                    | Coupe du monde 2022                        | Atlético de Madrid                         | Titulaire, remplacé par Jérémy Doku à la 72e minute de jeu.                |
| 63                                         | 24 mars 2023                               | Friends Arena, Solna, Suède                             | Suède                                      | V 3 - 0                                    | Éliminatoires de l'Euro 2024               | Atlético de Madrid                         | Titulaire, remplacé par Loïs Openda à la 90e minute de jeu.                |
| 64                                         | 28 mars 2023                               | RheinEnergieStadion, Cologne, Allemagne                 | Allemagne                                  | V 3 - 2                                    | Match amical                               | Atlético de Madrid                         | Titulaire et buteur, remplacé par Leandro Trossard à la 58e minute de jeu. |
| 65                                         | 17 juin 2023                               | Stade Roi Baudouin, Bruxelles, Belgique                 | Autriche                                   | N 1 - 1                                    | Éliminatoires de l'Euro 2024               | Atlético de Madrid                         | Titulaire, remplacé par Loïs Openda à la 75e minute de jeu.                |
| 66                                         | 20 juin 2023                               | A. Le Coq Arena, Tallinn, Estonie                       | Estonie                                    | V 3 - 0                                    | Éliminatoires de l'Euro 2024               | Atlético de Madrid                         | Titulaire.                                                                 |
| 67                                         | 9 septembre 2023                           | Dalga Arena, Bakou, Azerbaïdjan                         | Azerbaïdjan                                | V 1 - 0                                    | Éliminatoires de l'Euro 2024               | Al-Shabab FC                               | Titulaire et buteur, remplacé par Loïs Openda à la 84e minute de jeu.      |
| 68                                         | 12 septembre 2023                          | Stade Roi Baudouin, Bruxelles, Belgique                 | Estonie                                    | V 5 - 0                                    | Éliminatoires de l'Euro 2024               | Al-Shabab FC                               | Titulaire, remplacé par Dodi Lukebakio à la 59e minute de jeu.             |
| 69                                         | 13 octobre 2023                            | Stade Ernst-Happel, Vienne, Autriche                    | Autriche                                   | V 3 - 2                                    | Éliminatoires de l'Euro 2024               | Al-Shabab FC                               | Entre en jeu à la place de Loïs Openda à la 46e minute de jeu.             |
| 70                                         | 16 octobre 2023                            | Stade Roi Baudouin, Bruxelles, Belgique                 | Suède                                      | N 1 - 1                                    | Éliminatoires de l'Euro 2024               | Al-Shabab FC                               | Titulaire.                                                                 |
| 71                                         | 15 novembre 2023                           | Stade Den Dreef, Louvain, Belgique                      | Serbie                                     | V 1 - 0                                    | Match amical                               | Al-Shabab FC                               | Titulaire et buteur, remplacé par Leandro Trossard à la 67e minute de jeu. |
| 72                                         | 19 novembre 2023                           | Stade Roi Baudouin, Bruxelles, Belgique                 | Azerbaïdjan                                | V 5 - 0                                    | Éliminatoires de l'Euro 2024               | Al-Shabab FC                               | Entre en jeu à la place de Johan Bakayoko à la 59e minute de jeu.          |
| 73                                         | 5 juin 2024                                | Stade Roi Baudouin, Bruxelles, Belgique                 | Monténégro                                 | V 2 - 0                                    | Match amical                               | Al-Shabab FC                               | Titulaire, remplacé par Dodi Lukebakio à la 46e minute de jeu.             |
| 74                                         | 8 juin 2024                                | Stade Roi Baudouin, Bruxelles, Belgique                 | Luxembourg                                 | V 3 - 0                                    | Match amical                               | Al-Shabab FC                               | Entre en jeu à la place de Jérémy Doku à la 64e minute de jeu.             |
| 75                                         | 17 juin 2024                               | Frankfurt Arena, Francfort, Allemagne                   | Slovaquie                                  | D 0 - 1                                    | Euro 2024                                  | Al-Shabab FC                               | Titulaire, remplacé par Dodi Lukebakio à la 84e minute de jeu.             |
| 76                                         | 22 juin 2024                               | Stade de Cologne, Cologne, Allemagne                    | Roumanie                                   | V 2 - 0                                    | Euro 2024                                  | Al-Shabab FC                               | Entre en jeu à la place de Jérémy Doku à la 72e minute de jeu.             |
| 77                                         | 26 juin 2024                               | Stuttgart Arena, Stuttgart, Allemagne                   | Ukraine                                    | N 0 - 0                                    | Euro 2024                                  | Al-Shabab FC                               | Entre en jeu à la place de Leandro Trossard à la 62e minute de jeu.        |
| 78                                         | 1er juillet 2024                           | Düsseldorf Arena, Düsseldorf, Allemagne                 | France                                     | D 0 - 1                                    | Euro 2024                                  | Al-Shabab FC                               | Titulaire, remplacé par Dodi Lukebakio à la 88e minute de jeu.             |

### Buts internationaux
| Buts internationaux de Yannick Carrasco, | Buts internationaux de Yannick Carrasco, | Buts internationaux de Yannick Carrasco,     | Buts internationaux de Yannick Carrasco, | Buts internationaux de Yannick Carrasco, | Buts internationaux de Yannick Carrasco, | Buts internationaux de Yannick Carrasco, | Buts internationaux de Yannick Carrasco, | Buts internationaux de Yannick Carrasco, | Buts internationaux de Yannick Carrasco, |
| #                                        | Date                                     | Lieu                                         | Adversaire                               | Résultat                                 | Compétition                              | Détail                                   | Détail                                   | Détail                                   | Cape                                     |
| ---------------------------------------- | ---------------------------------------- | -------------------------------------------- | ---------------------------------------- | ---------------------------------------- | ---------------------------------------- | ---------------------------------------- | ---------------------------------------- | ---------------------------------------- | ---------------------------------------- |
| 1                                        | 26 juin 2016                             | Stadium de Toulouse, Toulouse, France        | Hongrie                                  | V 4 - 0                                  | Euro 2016                                | 90+1e                                    | du pied gauche                           | 4-0                                      | 8e                                       |
| 2                                        | 6 septembre 2016                         | Stade GSP, Nicosie, Chypre                   | Chypre                                   | V 3 - 0                                  | Éliminatoires de la Coupe du monde 2018  | 81e                                      | du pied gauche                           | 0-3                                      | 11e                                      |
| 3                                        | 9 novembre 2016                          | Amsterdam Arena, Amsterdam, Pays-Bas         | Pays-Bas                                 | N 1 - 1                                  | Match amical                             | 82e                                      | du pied gauche                           | 1-1                                      | 14e                                      |
| 4                                        | 13 novembre 2016                         | Stade Roi Baudouin, Bruxelles, Belgique      | Estonie                                  | V 8 - 1                                  | Éliminatoires de la Coupe du monde 2018  | 62e                                      | du pied droit                            | 4-1                                      | 15e                                      |
| 5                                        | 7 octobre 2017                           | Stade Grbavica, Sarajevo, Bosnie-Herzégovine | Bosnie-Herzégovine                       | V 4 - 3                                  | Éliminatoires de la Coupe du monde 2018  | 84e                                      | du pied droit                            | 3-4                                      | 22e                                      |
| 6                                        | 19 novembre 2019                         | Stade Roi Baudouin, Bruxelles, Belgique      | Chypre                                   | V 6 - 1                                  | Éliminatoires de l'Euro 2020             | 44e                                      | du pied droit                            | 4-1                                      | 41e                                      |
| 7                                        | 7 octobre 2021                           | Juventus Stadium, Turin, Italie              | France                                   | D 2 - 3                                  | Ligue des nations 2020-2021              | 37e                                      | du pied droit                            | 1-0                                      | 52e                                      |
| 8                                        | 13 novembre 2021                         | Stade Roi Baudouin, Bruxelles, Belgique      | Estonie                                  | V 3 - 1                                  | Éliminatoires de la Coupe du monde 2022  | 53e                                      | du pied gauche                           | 2-0                                      | 54e                                      |
| 9                                        | 28 mars 2023                             | RheinEnergieStadion, Cologne, Allemagne      | Allemagne                                | V 3 - 2                                  | Match amical                             | 6e                                       | du pied droit                            | 0-1                                      | 64e                                      |
| 10                                       | 9 septembre 2023                         | Dalga Arena, Bakou, Azerbaïdjan              | Azerbaïdjan                              | V 1 - 0                                  | Éliminatoires de l'Euro 2024             | 38e                                      | du pied gauche                           | 0-1                                      | 67e                                      |
| 11                                       | 15 novembre 2023                         | Stade Den Dreef, Louvain, Belgique           | Serbie                                   | V 1 - 0                                  | Match amical                             | 2e                                       | du pied droit                            | 1-0                                      | 71e                                      |

## Palmarès

### En club
|  |  | AS Monaco - Championnat de France de Ligue 2 (1) : - Champion : 2013. |  | Atlético de Madrid - Championnat d'Espagne (1) : - Champion : 2021. - Ligue des Champions - Finaliste : 2016. |

### En sélections nationales
|  |  | Belgique - Coupe du monde : - Troisième : 2018. - Ligue des nations : - Quatrième : 2021. |

### Distinctions personnelles
- Lauréat du trophée Eurosport 2013 du meilleur espoir de Ligue 2[30].
- Élu dans le onze de légende de la Coupe Gambardella en 2021[31].